# Børsen
Børsen (Dinamarquês para "bolsa"), também conhecido como Børsbygningen ("edifício da bolsa"), é uma bolsa de valores do século XVII no centro de Copenhague, na Dinamarca. O edifício histórico está situado próximo ao Palácio de Christiansborg, sede do Parlamento dinamarquês, na ilha de Slotsholmen.
Construído sob o reinado de Cristiano IV em 1619-1640, o edifício é considerado um exemplo importante do estilo renascentista neerlandês na Dinamarca. É um edifício protegido para fins de conservação. Uma atração turística popular, Børsen era mais conhecida por sua torre distinta, em forma de cauda de quatro dragões entrelaçadas, atingindo uma altura de 56 metros de altura. Em 16 de abril de 2024, o edifício foi gravemente danificado por um incêndio que derrubou o pináculo.

## História
A Børsen foi planejada por Cristiano IV como parte do seu plano para fortalecer o papel de Copenhague como centro de comércio e comércio no Norte da Europa. Um local no lado norte que ligava Copenhague à nova cidade mercantil de Christianshavn, que foi planejada no aterro marítimo ao largo da costa de Amager. O rei encarregou Lorenz van Steenwinckel do projeto do novo edifício, mas Steenwinckel morreu pouco depois. A tarefa foi então passada para seu irmão, Hans van Steenwinckel.
O local teve primeiro de ser preparado, uma vez que o aterro ainda não estava estabilizado. A construção do edifício começou em 1620 e foi praticamente concluída em 1624, com exceção da torre (instalada em 1625) e detalhes da empena leste (concluída em 1640). O edifício continha 40 salas comerciais no piso térreo e uma grande sala no piso superior. O edifício foi usado como mercado no final da década de 1620.
Em 1647, Christian IV vendeu o edifício ao comerciante Jacob Madsen por 50 mil rigsdaler dinamarqueses. Mais tarde, Frederico III readquiriu o edifício da viúva de Madsen, que não tinha mais condições de mantê-lo.
O edifício foi restaurado por Nicolai Eigtved em 1745.

### Séculos XIX e XX
O interior do edifício foi reformado em 1855 pelo arquiteto Harald Conrad Stilling. Em 1857, Frederico VII vendeu o edifício para a Grosserer-Societetet por 70 mil rigsdaler.
O edifício abrigou o mercado de ações dinamarquês até 1974. Em 1918, anarquistas desempregados atacaram a Børsen.

### Século XXI
Em 2024, o edifício serviu como sede da Câmara de Comércio Dinamarquesa (Dansk Erhverv).

#### Incêndio de 2024

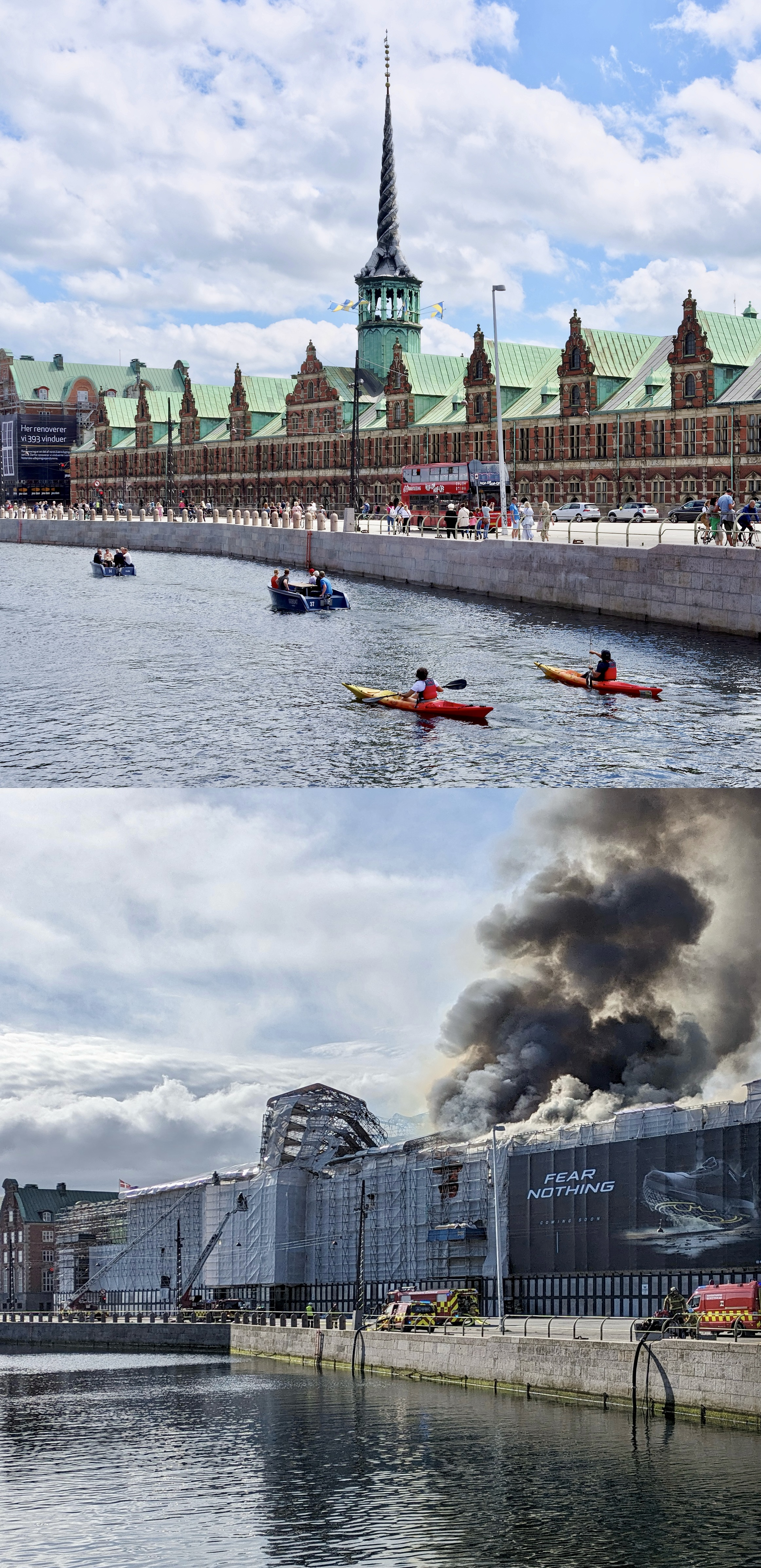
A Børsen em 18 de junho de 2022 (acima) e em 16 de abril de 2024 (abaixo)

Em 16 de abril de 2024, um incêndio durante as obras de renovação no telhado de cobre do edifício principal destruiu cerca de metade do edifício e resultou no colapso do seu icónico Dragespir ("Pináculo do Dragão"). Não houve vítimas. A Børsen sobreviveu a vários incêndios anteriores que ocorreram nas proximidades. Os andaimes ao redor do prédio também pegaram fogo, dificultando o acesso dos bombeiros às chamas, enquanto o telhado de cobre continha o calor. Militares também estiveram no local para apoiar os esforços de combate a incêndios. Maquinário adicional foi implantado para ajudar a remover o telhado, que impedia que a água chegasse ao fogo. As fachadas corriam o risco de desabar durante o incêndio, visto que o edifício é maioritariamente feito de madeira. Ele finalmente entrou em colapso em 18 de abril.
"Várias centenas" de obras de arte históricas da coleção substancial do edifício, bem como móveis históricos, foram resgatadas do prédio em chamas por funcionários, equipes de emergência e transeuntes. O vizinho Museu Nacional enviou imediatamente 25 funcionários para ajudar a recuperar as artes.
Brian Mikkelsen, CEO da Câmara de Comércio Dinamarquesa, proprietária do edifício, disse que ele seria reconstruído "de qualquer maneira". O vice-primeiro-ministro da Dinamarca, Troels Lund Poulsen, chamou o incêndio de "nosso próprio momento Notre Dame". O incêndio ocorreu cinco anos e um dia após o incêndio da Notre-Dame em Paris, outro incêndio dque também destruiu o telhado e a torre do edifício durante uma reforma. O rei Frederico X divulgou um comunicado, dizendo que o incêndio foi "uma visão triste... Por 400 anos, o edifício da Børsen de Cristiano IV tem sido um marco distintivo de Copenhague".

## Arquitetura
A Børsen foi construída pelos arquitetos Lorenz van Steenwinckel e Hans van Steenwinckel, o Jovem. São aproximadamente 128 metros de comprimento e 21 metros de largura.
O edifício era conhecido por seu retorcido "Pináculo do Dragão", que data de 1625 e que era projetado como quatro caudas de dragão entrelaçadas. A torre tinha três coroas no topo, simbolizando os reinos da Dinamarca, Noruega e Suécia. Em 1775, foi erguida uma nova torre semelhante à antiga, pois havia risco de desabamento. Os dragões que compunham a torre, desenhados pelo mestre dos fogos de artifício Cristiano IV, deveriam proteger o edifício dos inimigos e do fogo.
Houve algumas pequenas mudanças ao longo do tempo.